# Julianna Andreevna Avdeeva
Julianna Andreevna Avdeeva (in russo Юлианна Андреевна Авдеева?; Mosca, 3 luglio 1985) è una pianista russa, vincitrice, nell'edizione del 2010, del prestigioso Concorso Chopin.

## Biografia
Julianna Avdeeva ha iniziato a suonare all'età di 5 anni. Ha studiato alla Gnessin Special School di Mosca e si è diplomata alla Hochschule der Künste di Zurigo. Dopo il diploma, è diventata assistente del suo insegnante, Konstantin Ŝerbakov. Dal 2008 studia inoltre presso l'Accademia di Como. Dopo ottimi risultati conseguiti in varie competizioni, è stata consacrata dalla vittoria alla sedicesima edizione del prestigiosissimo Concorso Chopin di Varsavia. È stata la quarta donna a vincere questo concorso, dopo la vittoria di Martha Argerich nel 1965 e di Halina Czerny-Stefańska e Bella Davidovic che vinsero insieme con giudizio ex aequo nel 1949.